# John Troughton
John Troughton (fl. XVIII secolo) è stato un ottico inglese del XVIII secolo.
John Troughton, attivo fra il 1752 e il 1784 circa, fu membro di una famiglia che vide numerosi abili costruttori di strumenti ottici e matematici a Londra. Verso il 1760 si associò allo zio Edward Troughton (1756-1835) e, successivamente, al fratello minore Joseph. I Troughton produssero numerosi barometri di uso domestico.